# Endographis
Endographis é um gênero de mariposa pertencente à família Crambidae.